# كارين مارتيني
كارين مارتيني (بالإنجليزية: Karen Martini)‏ هي طاهية أسترالية، ولدت في 20 سبتمبر 1971 في غرينزبرو ‏ في أستراليا.